# Giovanni De Matteo
Giovanni De Matteo (Policoro, 1981) è un autore di fantascienza e blogger italiano.

## Biografia
Laureato in ingegneria elettronica, dal 2003 è attivo come blogger e collabora con varie testate, tra cui i siti Fantascienza.com e Delos. Autore del documento programmatico da cui si è evoluto il connettivismo, con Sandro Battisti e Marco Milani è uno degli iniziatori del movimento letterario che si propone di unire le istanze del cyberpunk alla sperimentazione delle avanguardie. Nel 2005 è stato tra i fondatori della fanzine NeXT, che ha curato fino al 2007. Ha fondato e cura tuttora con il critico Salvatore Proietti la webzine Next-Station.org. Nel 2008 crea e sceneggia la miniserie a fumetti in dieci episodi Piquadro, ambientata nel medesimo universo narrativo del romanzo e pubblicata a puntate sulla rivista Solaris*. Dalla sua apertura nel 2008 fino a ottobre 2010 è stato il moderatore del Blog di Urania. Nel 2009 ha curato con Salvatore Proietti Next International, la prima edizione completamente in lingua inglese dell'omonima rivista.
Esordisce come autore di racconti e nel 2005 si aggiudica con Viaggio ai confini della notte la seconda edizione del Premio Robot, indetto dall'omonima rivista. Nel 2006 pubblica la raccolta di racconti di fantascienza e fantastici Revenant - Storie di ritorni e di ritornanti. Nel 2007 cura con Marco Zolin una selezione di racconti a opera dei primi autori che hanno aderito al connettivismo, dando alle stampe l'antologia-manifesto Supernova Express. Si aggiudica la XVIII edizione del Premio Urania con il romanzo Post Mortem. L'opera viene pubblicata da Urania nel novembre 2007 con il titolo Sezione π² e si presenta come una storia fortemente influenzata da tematiche postcyberpunk, ambientata nel contesto degradato di una Napoli futura sull'orlo del collasso urbano ma fortemente segnata dagli effetti della Singolarità Tecnologica.
Negli anni successivi continua a pubblicare racconti che giungono regolarmente al ballottaggio del Premio Italia. Tra gli altri si segnalano Cenere alla cenere, storia di viaggi nel tempo pubblicata sulla rivista Carmilla in occasione del trentesimo anniversario della strage di Bologna (2010), Il lungo ritorno di Grigorij Volkolak (novella pubblicata da Robot, 2012) e Esilio dalla Noosfera (Italian Institute for the Future, 2014), entrambi ambientati sullo sfondo di una futura civiltà interstellare evolutasi dalla colonizzazione umana dello spazio. Pubblica inoltre direttamente in e-book le novelette Codice Arrowhead (2010) e Codice morto (2013) e il romanzo breve Terminal Shock: 2184 - Labirinti alieni (2013), primo di una serie hard sci-fi che coniuga in un'ambientazione postumana elementi di military space opera con suggestioni horror. Nel 2014 esce per Urania Corpi spenti, il seguito del suo romanzo di esordio, che vede il ritorno in azione degli agenti della Sezione Pi-Quadro sullo sfondo del secondo centenario dell'Unità d'Italia.

## Opere
- Revenant - Storie di ritorni e di ritornanti (raccolta di racconti, 2006, prefazione di Vittorio Catani)
- Supernova Express - Antologia manifesto del Connettivismo (a cura di Giovanni De Matteo e Marco Zolin, 2007)
- Sezione π² (romanzo, 2007)
- Piquadro (serie a fumetti, 2008-)
- Codice Arrowhead (novelette in e-book, 2010)
- Codice morto (novelette in e-book, 2013)
- Terminal Shock: 2184 - Labirinti alieni (novella in e-book, 2013)
- Corpi spenti (romanzo, 2014)
- YouWorld, in collaborazione con Lanfranco Fabriani, Delos Books, Milano 2018
- Karma City Blues (romanzo, 2018)